# Oh That Woollen Undervest!
Oh That Woollen Undervest! è un cortometraggio muto del 1913 diretto da W.P. Kellino.

## Trama
La nuova biancheria di lana provoca un terribile prurito al suo proprietario.

## Produzione
Il film fu prodotto dalla EcKo.

## Distribuzione
Distribuito dall'Universal Pictures, il film - un cortometraggio di 149 metri - uscì nelle sale cinematografiche britanniche nel luglio 1913.